# علی‌آباد (رباط‌کریم)
 علی‌آباد (رباط‌کریم)، روستایی از توابع بخش مرکزی شهرستان رباط‌کریم در استان تهران ایران است. 
این روستا قدمتی چند  صد ساله دارد  
این روستا در نزدیکی فرودگاه امام خمینی (ره) قرار دارد 

## جمعیت
این روستا در شهرستان رباط کریم قرار دارد و براساس سرشماری مرکز آمار ایران در سال ۱۳۹۵، جمعیت آن ۸۶۸ نفر (۲۵۱ خانوار) بوده‌است.